# April Wine Rocks!
April Wine Rocks! es el decimocuarto álbum recopilatorio de la banda de rock canadiense April Wine y fue publicado en 2006, el cual contiene canciones que fueron grabadas mientras tenían contrato con la discográfica Aquarius Records.

## Lista de canciones
Todas las canciones fueron escritas por Myles Goodwyn, excepto donde se especifica lo contrario.
1. "Hot on the Wheels of Love" (Myles Goodwyn y Steve Lang) - 3:14
2. "Tonite" - 4:15
3. "Future Tense" - 4:10
4. "21st Century Schizoid Man" (Robert Fripp, Michael Giles, Greg Lake, Ian MacDonald y Peter Sinfield) - 6:27
5. "Crash and Burn" - 2:35
6. "Oowatanite" (Jim Clench) - 3:51
7. "Get Ready for Love" - 4:25
8. "Tellin’ Me Lies" - 3:03
9. "Don’t Push Me Around" - 3:15
10. "Gimme Love" (Myles Goodwyn y Hovaness "Johnny" Hagopian)
11. "I Like to Rock (en directo)" - 4:00

## Formación
- Myles Goodwyn - voz y guitarra
- Brian Greenway - guitarra y coros
- Gary Moffet - guitarra y coros
- Jim Clench - bajo y coros
- Steve Lang - bajo y coros
- Jerry Mercer - batería y coros